# The Book of Souls
The Book of Souls este al șaisprezecelea album al formației britanice de heavy metal, Iron Maiden, lansat pe data de 4 septembrie, 2015.